# Loza de los Padres
Loza de los Padres es una localidad del estado mexicano de Guanajuato. Es parte del municipio de León.

## Demografía
| Gráfica de evolución demográfica |
|                                  |

| Censo | Población |
| ----- | --------- |
| 1900  | 498       |
| 1910  | 501       |
| 1921  | 415       |
| 1930  | 334       |
| 1940  | 420       |
| 1950  | 480       |
| 1960  | 829       |
| 1970  | 1 217     |
| 1980  | 1 702     |
| 1990  | 1 946     |
| 2000  | 2 290     |
| 2010  | 2 875     |
| 2020  | 3 097     |